# Campeonato nacional de Estados Unidos 1904
Lista de los campeones del Campeonato nacional de Estados Unidos de 1904:

## Senior

### Individuales masculinos
Holcombe Ward vence a  William Clothier, 10–8, 6–4, 9–7

### Individuales femeninos
May Sutton vence a  Elisabeth Moore, 6–1, 6–2

### Dobles masculinos
Holcombe Ward /  Beals Wright vencen a  Kreigh Collins /  Raymond Little, 1–6, 6–2, 3–6, 6–4, 6–1

### Dobles femeninos
May Sutton /  Miriam Hall vencen a  Elisabeth Moore /  Carrie Neely, 3–6, 6–3, 6–3

### Dobles mixto
Elisabeth Moore /  Wylie C. Grant vencen a  May Sutton /  Trevanion Dallas, 6–2, 6–1
| Predecesor: 1903                         | Campeonato nacional de Estados Unidos 1904 | Sucesor: 1905                           |
| Predecesor: Campeonato de Wimbledon 1904 | Grand Slam 1904                            | Sucesor: Campeonato de Australasia 1905 |

- Datos: Q2411573